# Віла-Мадалена (район Сан-Паулу)

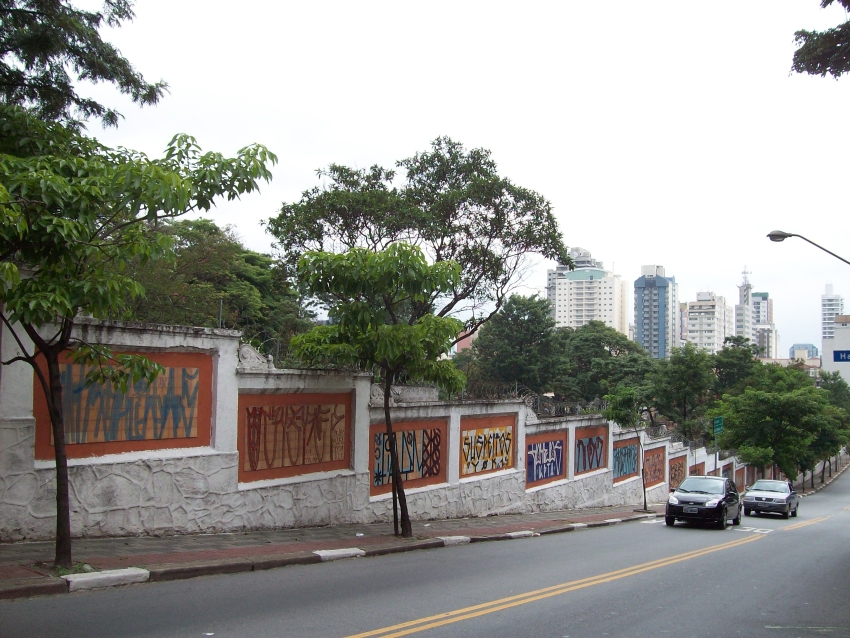
Типові квартали району

Віла-Мадалена (порт. Vila Madalena) — район міста Сан-Паулу, розташований в окрузі Піньєйрус, на заході міста. Район найбільш відомий своїм нічним життям та історією центра богемного життя міста, його культури та мистецтва. Тут розташовані десятки галерей мистецтва, багато ресторанів і барів, багато чудових вулиць та алей.

## Ресурси Інтернету
- Wikivoyage: São Paulo/Vila Madalena і Pinheiros

| Бразилія | Це незавершена стаття з географії Бразилії. Ви можете допомогти проєкту, виправивши або дописавши її. |